# Helcyra
Helcyra es un género de lepidópteros de la familia Nymphalidae. Es originario del este de Asia.

## Especies
- Helcyra chionippe
- Helcyra superba
- Helcyra heminea
- Helcyra plesseni
- Helcyra miyamotoi
- Helcyra subalba